# Cherry Hills Country Club
De Cherry Hills Country Club is een countryclub in de Verenigde Staten. De club werd opgericht in 1922 en bevindt zich in Englewood, Colorado. De club beschikt over een 18-holes golfbaan en werd ontworpen door de golfbaanarchitect William Flynn.
Naast een golfbaan beschikt de club ook over acht tennisbanen.

## Golftoernooien
De club ontving verscheidene golftoernooien: het US Open, het PGA Championship, het US Amateur Championship, het US Senior Open, het US Women's Open en het BMW Championship.
De lengte van de baan voor de heren is 6827 met een par van 71. De course rating is 74,7 en de slope rating is 139.
- US Open: 1938, 1960 & 1978
- PGA Championship: 1941 & 1985
- Denver Open Invitational: 1947
- US Amateur Championship: 1990 & 2012
- US Senior Open: 1993
- US Women's Open: 2005
- BMW Championship: 2014